# Gustavo Petro
Gustavo Francisco Petro Urrego (født 19. april 1960) er en colombiansk politiker og økonom, der er senator og tiltrædende præsident i Colombia.
Ved præsidentvalget i Colombia 2022 fik han ved valgets anden runde 50,44% af de afgivne stemmer og besejrede således modkandidaten, forretningsmanden og højrepopulisten Rodolfo Hernández, der fik 47,31% af stemmerne. I første valgrunde opnåede Petro 40,3 procent af stemmerne.
Som 17-årig blev han medlem af guerillagruppen Movimiento 19 de Abril (M-19) (19. april-bevægelsen). I 1985 blev Petro arresteret af hæren for ulovlig våbenbesiddelse og idømt 18 måneders fængsel.
M19 blev til Alianza Democrática M-19 (Demokratisk Alliance M-19), et politisk parti, for hvilket han blev valgt ind i Colombias Repræsentanternes Hus i 1991. Han blev valgt igen i 1998. Petro blev valgt til Senatet som medlem af partiet Polo Democrático Alternativo (Alternativ Demokratisk Pol) ved det colombianske parlamentsvalg i 2006, hvor han fik det næststørste antal stemmer i landet. Han fratrådte senatorposten for at stille op ved præsidentvalget i 2010, hvor han endte som nummer fire.
Efter uenigheder med lederne af Polo Democrático Alternativo, grundlagde han bevægelsen Colombia Humana (Humant Colombia) for at stille op til valget til borgmester i landets hovedstad, Bogotá. Han blev valgt ved lokalvalget 30. oktober 2011 og tiltrådte som borgmester i Bogotá 1. januar 2012. Ved første runde af præsidentvalget 27. maj 2018 kom han på andenpladsen med over 25 % af stemmerne, men tabte i anden valgrunde 17. juni 2018. Petro er en af spidskandidaterne til det colombianske præsidentvalg i 2022. Han har lovet at fokusere på klimaforandringer og på at reducere udledninger af drivhusgasser, der forårsager dem, ved at stoppe udvinding af fossile brændstoffer i Colombia.